# گلوخالداران
گلوخالداران (به لاتین: Modulatricidae) تیرهٔ کوچکی از پرندگان گنجشک‌سانان است که به آفریقا محدود می‌شوند.
این گونه‌ها در گذشته معمای طبقه‌بندی بوده‌اند و بین تیره‌های مگس‌گیران (Muscicapidae)، توکایان (Turdidae) و لیکویان جهان جدید (Timaliidae) sensu lato جابجا شده‌اند. آنها در حال حاضر به عنوان یک گروه خواهری تبارشاخه یا برای شکرمرغ‌ها یا برای اکثریت گنجشک‌وارگان (Passeroidea) شناخته شده‌اند.